# Obelija
Jezero Obelija je nejvýchodnější z trojice velikých jezer (Dusia, Metelys, Obelija) v okrese Lazdijai, v chráněné krajinné oblasti Metelių regioninis parkas v Litvě.